# 水鳥寿思
水鳥 寿思（みずとり ひさし、1980年7月22日 - ）は、日本の元体操競技選手。慶應義塾大学総合政策学部専任講師。血液型はA型。マネジメント契約先はスポーツビズ。

## 略歴
静岡県静岡市出身。両親は元体操競技選手で体操クラブを経営し、実家の隣には父親が本業の大工職の傍らで建てた「水鳥体操館」がある。5男1女の6人兄弟の二男。6人のうち5人は体操選手で、あとの1人はオペラ歌手の水鳥繭見（三男）である。女子体操選手の水鳥舞夏（日本体育大学）はいとこにあたる。
このような環境もあり、幼稚園のときから同体操館で体操を始め、6歳から選手コースで学ぶようになった。しかし中学時代、兄弟のうち寿思だけが全国10位以内に入れず、「家族を見返したい」という思いから親元を離れ岡山県の関西高等学校へ入学。ここで実力を伸ばし、1998年（平成10年）、全国高校選抜の個人総合で冨田洋之に次ぐ2位となった。
日本体育大学へ入学後、1999年（平成11年）全日本選手権団体総合の跳馬で右大腿骨を骨折。2001年（平成13年）にはユニバーシアードの日本代表に選抜され、これを機により上位を目指すようになった。2002年（平成14年）の全日本選手権には水鳥家の三兄弟が出場したが、個人総合決勝のゆかで左ひざ前十字靭帯損傷の大怪我を負う。1年余りのリハビリの甲斐あって、アテネ五輪選考会（兼NHK杯）では3位となり五輪代表となった。2004年（平成16年）、アテネオリンピックでは、団体で金メダルを獲得。決勝でつり輪のトップバッターを務めた。彩の国功労賞を受賞。
2007年（平成19年）、鹿島丈博が世界選手権直前に負傷したため、補欠だった水鳥が出場。団体での銀メダル、種目別での3つの銅メダルを獲得する大活躍を見せた。この4つのメダルが日本チームが獲得した全てのメダルであり、代表選考のあり方について波紋を呼んだ。
2008年（平成20年）、左腕の負傷もあり北京オリンピック代表を逃したが、ロンドンオリンピック出場を目指していた。
2009年（平成21年）8月、3歳年上の女性と結婚。
2012年（平成24年）4月、大阪大谷大学人間社会学部スポーツ健康学科の専任講師に就任。
2012年5月、ロンドンオリンピック代表最終選考会で14位に終わり、引退を表明した。
2012年12月、リオデジャネイロオリンピック男子強化本部長に就任。

## 競技歴
- 1996年4月、関西高校に入学。
- 1998年、全国高校選抜で2位。
- 1999年4月、日本体育大学に入学。
- 2002年、全日本学生選手権個人総合で2位。
- 2003年4月、徳洲会に入社。
- 2004年5月、NHK杯体操選手権男子個人総合で3位。
- 2004年8月16日、アテネオリンピックの団体総合で優勝。
- 2005年11月24日、世界体操競技選手権（メルボルン）で個人総合2位。
- 2006年12月6日、アジア大会体操種目別男子鉄棒で優勝。
- 2007年9月6日、世界体操選手権（シュトゥットガルト）の団体総合で2位。
- 2007年9月7日、世界体操選手権の個人総合で3位。
- 2007年9月8日、世界体操選手権の種目別男子床運動で3位。
- 2007年9月9日、世界体操選手権の種目別鉄棒で3位。
- 2008年9月13日、全日本社会人体操選手権大会で優勝。

## 表彰
- 2004年11月3日 紫綬褒章
- 2007年度日本スポーツ賞

## 逸話
- 2005年元日にTBS放送のスポーツマンNo.1決定戦で「跳び箱世界一決定戦」が行われ、史上初めて日本とアテネの2会場で行われた。水鳥はMONSTER BOXの23段（番組公認世界記録・高さ3m06cm）を世界一きれいな形で跳び[5]、アメリカのモーガン・ハム（アテネ五輪団体総合銀メダリスト）と一緒に優勝した。